# Александровка (Лозовский район)
Алекса́ндровка (укр. Олександрівка), село, 
Шатовский сельский совет,
Лозовский район,
Харьковская область.
Код КОАТУУ — 6323988007. Население по переписи 2001 года составляет 334 (164/170 м/ж) человека.

## Географическое положение
Село Александровка находится на правом берегу реки Бритай,
выше по течению примыкает село Шатовка,
ниже по течению на расстоянии 1,5 км расположено село Ивановка,
на противоположном берегу — село Николаевка.

## История
- 1885 — дата основания.

## Известные люди
- Карась, Андрей Григорьевич (1918—1979) — советский военачальник, генерал-полковник.